# リューダースフェルト
リューダースフェルト (ドイツ語: Lüdersfeld) は、ドイツ連邦共和国ニーダーザクセン州シャウムブルク郡ザムトゲマインデ・リントホルストに属す町村（以下、本項では便宜上「町」と記述する）である。

## 地理

### 自治体の構成
フォルンハーゲン、オーベルンハーゲン、ニーデルンハーゲン、ニーデルンホルツが自治体リューダースフェルトに含まれる。

## 歴史
リューダースフェルトは1217年に初めて文献に記録されている。

## 行政

### 議会
リューダースフェルトの町議会は11議席からなる。

## 文化と見所

### 博物館
1997年にフォルンハーゲンに鉱業展示室がオープンした。ここには鉱業展示品、写真、文書や坑内灯が展示されている。

## 引用
1. ↑  Landesamt für Statistik Niedersachsen, LSN-Online Regionaldatenbank, Tabelle A100001G: Fortschreibung des Bevölkerungsstandes, Stand 31. Dezember 2023